# Mimanhammus mindanaonis
Mimanhammus mindanaonis là một loài bọ cánh cứng trong họ Cerambycidae.